# Bertha Benz
Bertha Benz z domu Ringer (ur. 3 maja 1849 w Pforzheim jako Cäcilie Bertha Ringer; zm. 5 maja 1944 w Ladenburgu) – żona Carla Benza od 20 czerwca 1872 roku; pierwsza osoba, która samodzielnie pokonała automobilem dystans stu kilometrów.

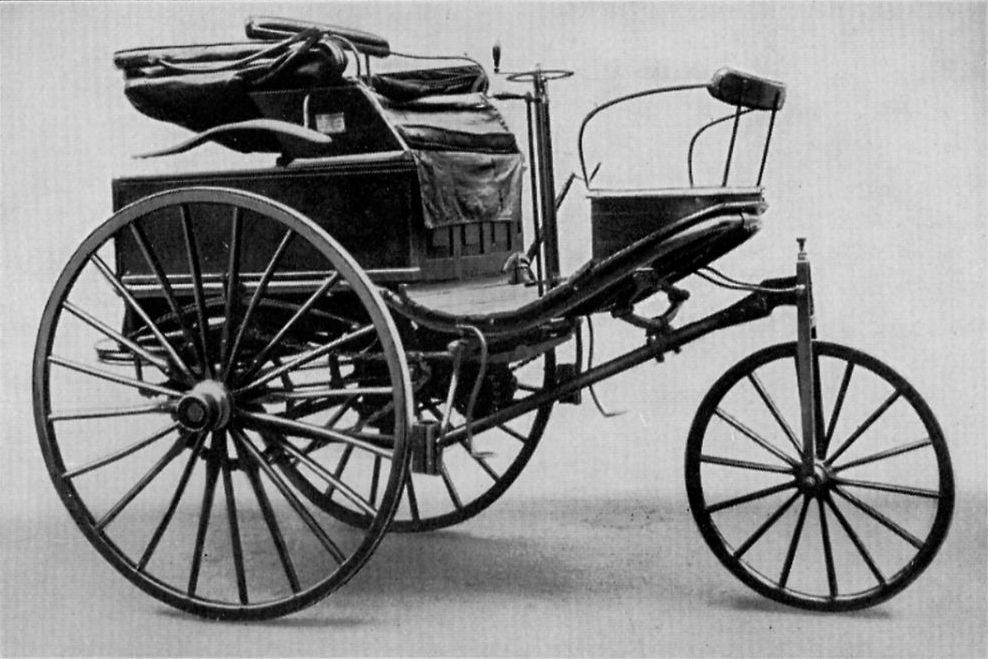
Benz Patent-Motorwagen Nr. 3 (1888)

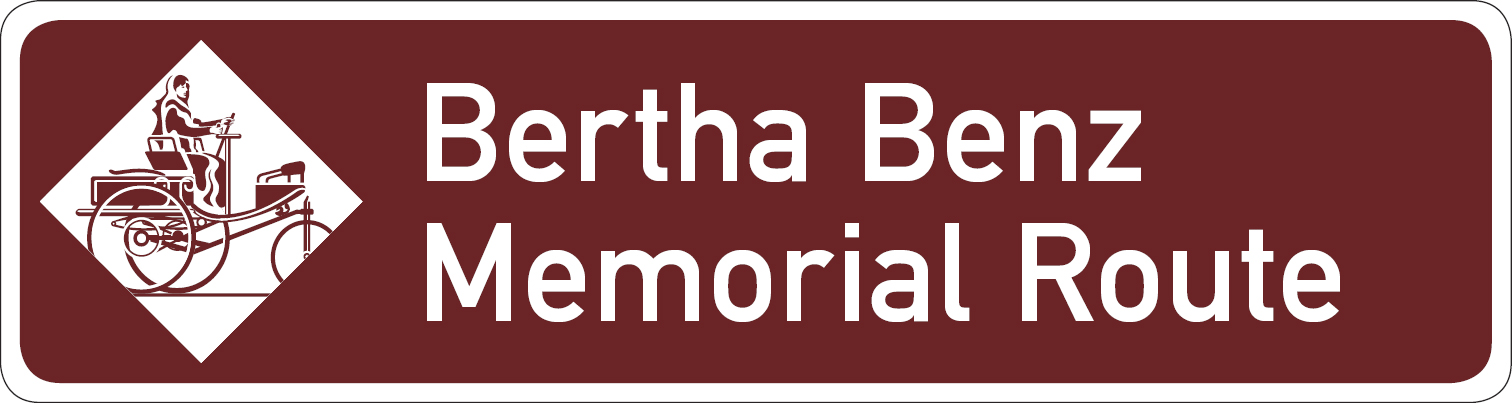
Oznaczenie szlaku turystycznego Bertha Benz Memorial Route

5 sierpnia 1888 roku Bertha wraz z synami: 14-letnim Richardem oraz 15-letnim Eugenem, kierując automobilem Benz Patent-Motorwagen Nummer 3, skonstruowanym przez swojego męża, wybrała się bez jego wiedzy w podróż z Mannheim do rodzinnego Pforzheim. Tym samym zapisała się w historii jako pierwsza osoba, której udało się samodzielnie pokonać ponad stukilometrowy dystans (dokładnie 106 km), dodatkowo bez mechanika. Podczas podróży osobiście dokonywała koniecznych napraw, jak przetkanie rurki doprowadzającej paliwo do gaźnika, wymiana izolacji przewodu zapłonowego, naprawa ogniwa łańcucha. Musiała też dokupić paliwo (była nim ligroina, czyli eter naftowy, używana m.in. do wywabiania plam), w którą zaopatrzyła się po drodze w miasteczku Wiesloch.
Celem podróży Berthy Benz była wizyta u jej matki. Jednak wyjeżdżając z Mannheim miała jeszcze jeden motyw. Chciała pokazać swojemu mężowi, że jednym z warunków finansowego powodzenia przedsięwzięcia produkcji automobili jest ukazanie jego praktycznego zastosowania szerokiej publiczności. Taką właśnie okazją była jej historyczna przejażdżka.
Bertha opuściła Mannheim o świcie, do Pforzheim dotarła po zmierzchu. Swojego męża Karla poinformowała o tym sukcesie telegramem. Do Mannheim wróciła następnego dnia. Po wyprawie, dzięki sugestiom żony, Karl Benz mógł wprowadzić poprawki do nowych modeli swoich automobili.